# Нижняя Слудка (Удмуртия)
Нижняя Слудка (Красная Слудка, удм. Вуж Эбга́) — деревня в Глазовском районе Удмуртии, в составе Верхнебогатырского сельского поселения.

## Название
Деревня получила название Красная Слудка по её расположению на высоком глинистом берегу (слудке) реки Чепцы. Удмуртское название деревни переводится как «старая Эбга». Эбга́ — воршуд одной из родовых групп северных удмуртов. Народная этимология связывает городище Эбгакар (удм. кар «гнездо, городище»), находящееся возле деревни, с женщиной Эбгой — женой одного из героев преданий о Дондинских богатырях.

## География
Улицы деревни:
- Нижнеслудская

## Население
| 2010 | 2012 |
| ---- | ---- |
| 46   | ↘45  |

Численность постоянного населения деревни составляет 59 человек (2007).